# Dempo Sports Club
Il Dempo Sports Club è una società di calcio indiana, con sede a Panaji.

## Storia
La squadra venne fondata nel 1961 con il nome di Clube Desportivo de Bicholim, che cambiò nel 1966 in Dempo-Souza Sports Club ed in quello attuale nel 1968.
La società inizialmente partecipa alle competizioni calcistiche di Goa, vincendo tredici campionati statali, sino alla fondazione del campionato indiano di calcio nel 1998. Il Dempo si aggiudicò la competizione nota come National Football League in due occasioni, nel 2005 e nel 2007.
Nel 2004 il Dempo vince la sua prima Federation Cup, sconfiggendo in finale il Mohun Bagan per 2 a 0. Durante la medesima partita però l'attaccante Cristiano Júnior muore sul campo a seguito di una collisione con il portiere avversario Subrata Pal. Nello stesso anno sigla un accordo di collaborazione con il sodalizio danese del Football Club Midtjylland.
Nel 2006 il Dempo si aggiudica la sua prima Durand Cup, battendo in finale il JTC FC per una rete a zero.
Nel 2008 vince la prima edizione della I-League, il nuovo formato del campionato indiano. Al primo successo nella nuova competizione seguirono altre due affermazioni, nel 2010 e nel 2012.
A dicembre 2016 si ritira dalla I-League in segno di protesta contro la decisione della AIFF di ristrutturare il calcio nazionale.

## Rosa attuale
| N. |                  | Ruolo | Calciatore        |
| -- | ---------------- | ----- | ----------------- |
|    | India (bandiera) | P     | Luis Barreto      |
|    | India (bandiera) | P     | Tyson Caiado      |
|    | India (bandiera) | P     | Agnelo            |
|    | India (bandiera) | P     | Manjunath         |
|    | India (bandiera) | D     | Fulganco Cardozo  |
|    | India (bandiera) | D     | Jessel Carneiro   |
|    | India (bandiera) | D     | Matthew Gonsalves |
|    | India (bandiera) | D     | Desmon Fernandes  |
|    | India (bandiera) | D     | Olan Chandran     |
|    | India (bandiera) | D     | Naveen Mendes     |
|    | India (bandiera) | D     | Clive Colaco      |
|    | India (bandiera) | C     | Mario Mascarenhas |
|    | India (bandiera) | C     | Velito Cruz       |

| N. |                  | Ruolo | Calciatore                   |
| -- | ---------------- | ----- | ---------------------------- |
|    | India (bandiera) | C     | Jaison Vaz                   |
|    | India (bandiera) | C     | Suraj Hadkonkar              |
|    | India (bandiera) | C     | Orlando Viegas               |
|    | India (bandiera) | C     | Yogesh Kadam                 |
|    | India (bandiera) | C     | Prutvesh Pednekar            |
|    | India (bandiera) | C     | Vinnet Bugde                 |
|    | India (bandiera) | A     | Beevan D'Mello               |
|    | India (bandiera) | A     | Joaquim Abranches (capitano) |
|    | India (bandiera) | A     | Chatur Naik                  |
|    | India (bandiera) | A     | Boris Dmello                 |
|    | India (bandiera) | A     | Latesh Mandrekar             |
|    | India (bandiera) | A     | Josley Dias                  |

## Palmarès

### Competizioni nazionali
- Campionato indiano di calcio: 5

2005, 2007, 2008, 2010, 2012
- Federation Cup: 1

2004
- Durand Cup: 1

2006

### Altri piazzamenti
- I-League:

Secondo posto: 2003-2004
Terzo posto: 2010-2011
- I-League 3rd Division:

Secondo posto: 2023-2024
- Coppa della Federazione indiana:

Finalista: 1996, 2001, 2008, 2012, 2014-2015
Semifinalista: 1997, 2010, 2013-2014
- Coppa dell'AFC:

Semifinalista: 2008